# Escut de Montferri
L'escut oficial de Montferri té el següent blasonament:
Escut caironat: d'or, un mont creuat d'una creu patriarcal patent de sable. Per timbre una corona mural de poble.

## Història
Va ser aprovat el 19 de setembre del 2000.
El municipi es va anomenar Puigtinyós fins al 1917, quan va canviar la denominació oficial per Montferri, nom d'un petit poble proper, avui deshabitat. El mont de sable amb la creu patriarcal, que apareix a l'escut des de 1803, és un senyal parlant referent a l'antic nom del poble, i també a l'actual.